# Cheverny

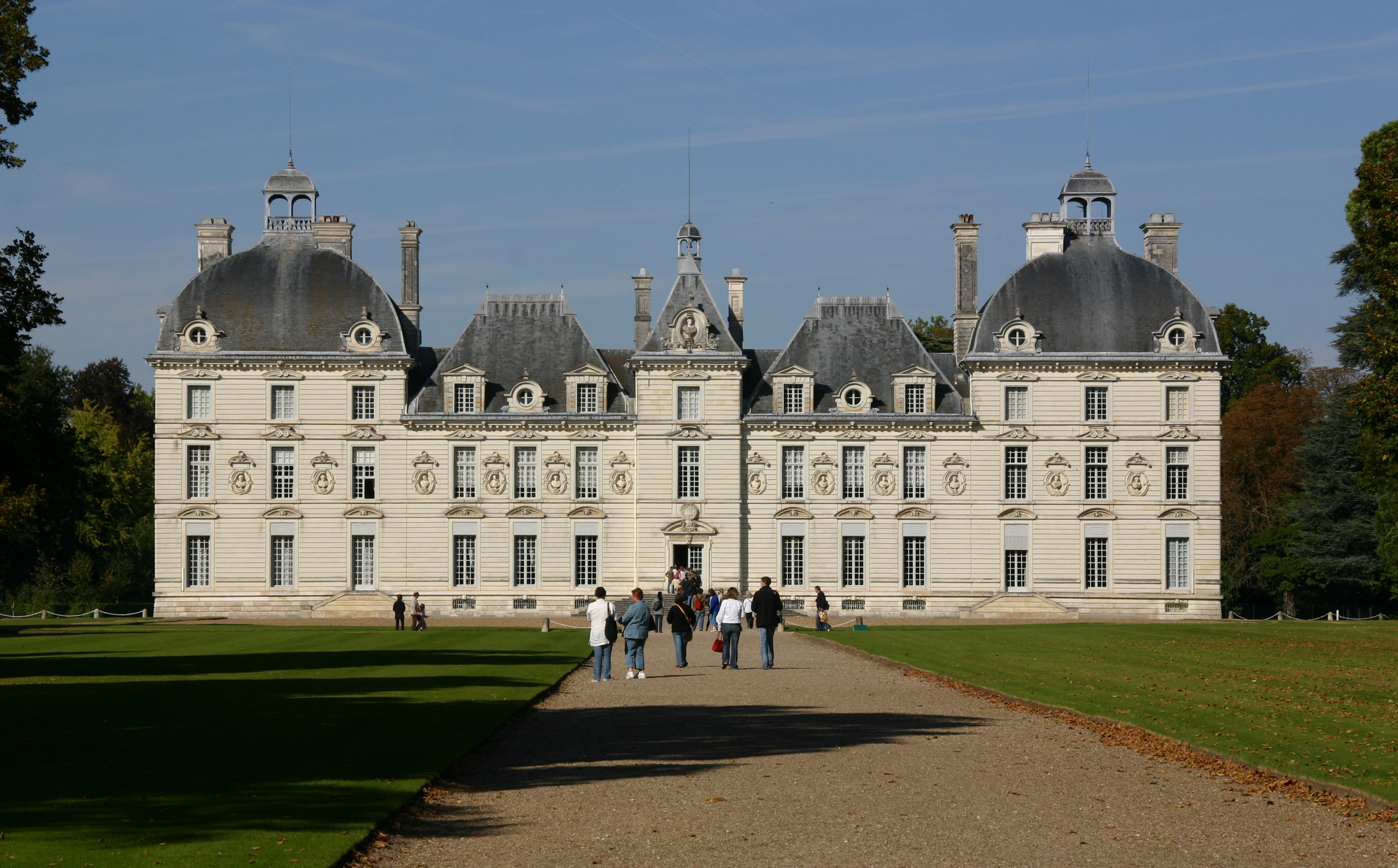
Château de Cheverny

Cheverny è un comune francese di 966 abitanti situato nel dipartimento del Loir-et-Cher nella regione del Centro-Valle della Loira.

## Società

### Evoluzione demografica
Abitanti censiti

## Monumenti
- Castello di Cheverny